# Bodet

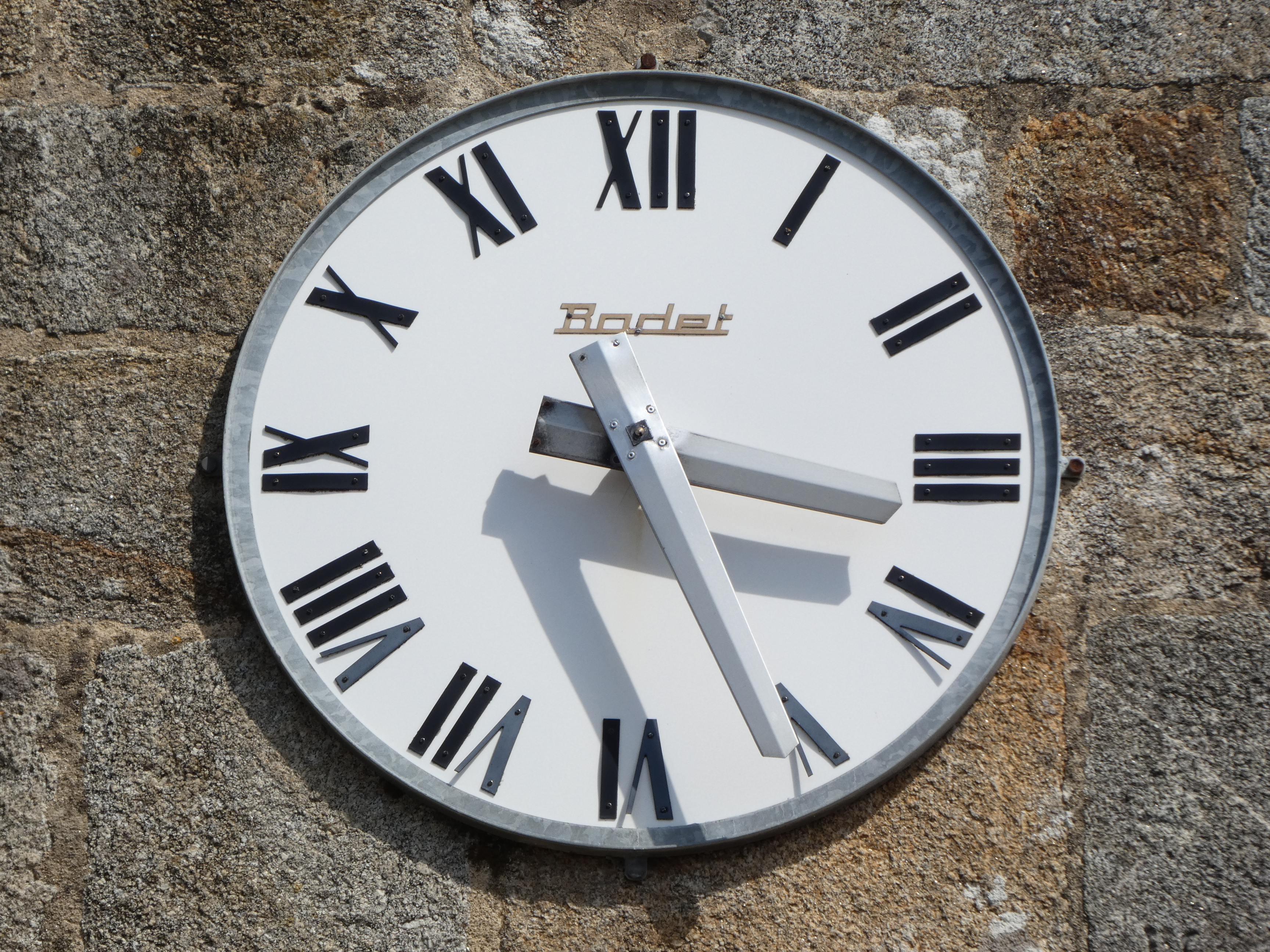
Reloj de iglesia Bodet

El Grupo Bodet es una empresa relojera francesa fundada en 1868, dedicada al diseño y construcción de sistemas de relojería y cronometría utilizados en edificios públicos (como campanarios, estaciones de ferrocarril o instalaciones deportivas) e instalaciones industriales (como fábricas y oficinas).   

## Historia

### Orígenes
En 1868, Paul Bodet instaló su primer reloj en el campanario de la iglesia de Trémentines. Tras este primer logro, el carpintero amplió su actividad a la modernización de los relojes de los campanarios por todo el oeste de Francia, y creó la empresa Bodet. Posteriormente, Emmanuel Bodet y Pierre Bodet se sucedieron al frente de la empresa. Con la llegada de la electrónica y de los relojes de cuarzo, Pierre Bodet lanzó también su línea de relojería industrial y el cronometraje deportivo para pabellones y estadios.

### Del primer taller al grupo internacional
El primer taller estaba situado en Trémentines, en el corazón del núcleo industrial de Cholet, convirtiéndose a partir de 2018 en la sede social de la empresa.
Cuando se unió a la empresa en 1970, Jean-Pierre Bodet viajó por todo el mundo para promocionar los productos y creó una red de distribuidores en varios países. La llegada de microcomputadora lo animó a lanzarse a la publicación de software de gestión del tiempo en años 1980. En pocos años, la empresa familiar se ha consolidado como uno de los principales actores del mercado.
Los años 2000 quedaron marcados por la llegada a la empresa de Pascal y Sylvain Bodet, hijos de Jean-Pierre Bodet. En 2016 la firma vendía sus productos, fabricados en Francia, en más de 110 países, gracias a cinco filiales ubicadas en Europa y a una red de 300 agentes y distribuidores en todo el mundo.
En 2018 Bodet celebró su 150 aniversario.
En 2019, para conmemorar su 150 aniversario, el grupo Bodet presentó una colección de 600 relojes denominada B480. Inspirados en dos relojes históricos del grupo, estas piezas de edición limitada son relojes mecánicos automáticos, fabricados en Francia.

## Divisiones de la compañía
La sede central del grupo Bodet, inicialmente situada en Trémentines, se encuentra en Cholet desde el 13 de julio de 2018. La firma está estructurada en las divisiones siguientes:
- Kelio: (sistemas de información para la gestión del tiempo, sistemas de administración de recursos humanos y control de acceso) se encuentra en Cholet.

- Bodet Campanaire: (relojería para edificios, restauración de campanas y equipamiento de campanarios), se encuentra en Trémentines.

- Bodet Time & Sport: (relojes, sistemas de distribución horaria y audio, visualizadores deportivos y de vídeo), se encuentra en Trémentines.

- Bodet está presente en Europa a través de seis filiales en Bélgica, España, Países Bajos, Reino Unido, Suiza y Alemania y en los territorios de ultramar.

En 2023, la plantilla contaba con más de 1.070 empleados en todo el mundo y una facturación de 136 millones de euros.

## Patrocinios y asociaciones
La firma es miembro del club empresarial de la Fundación del Patrimonio de Maine-et-Loire, y también forma parte del grupo de instaladores de relojes para edificios y campanarios (GIHEC).
En el ámbito deportivo, Bodet es socio de la Federación Internacional de Baloncesto (FIBA) y de la Federación francesa de baloncesto (FFBB). Desde 2000, la empresa es patrocinadora del Cholet Basket. Durante 2 temporadas (2015-2016 y 2016-2017), Bodet fue un socio importante de Angers SCO en la Liga 1 de Fútbol.
En 2016, Bodet se convirtió en patrocinador de la cátedra de recursos humanos de la Universidad Católica del Oeste.